# Obereopsis trochaini
Obereopsis trochaini là một loài bọ cánh cứng trong họ Cerambycidae.